# Відносини Йорданія — Європейський Союз
Відносини між Європейським Союзом (ЄС) та Йорданським Хашимітським Королівством окреслені рядом угод і тісної співпраці. ЄС є головним торговельним партнером Йорданії.

## Торгівля
З експортом ЄС до Йорданії в 2008 році в розмірі 2,6 мільярдів євро ЄС є найбільшим торговельним партнером Йорданії, а Йорданія також є 58-м найбільшим пунктом призначення ЄС для його експорту. Експорт ЄС склав переважно машини (31,5%), транспортне обладнання (21,3%) та хімічну продукцію (13%). Імпорт ЄС з Йорданії становив 0,3 млрд євро і був переважно хімічними речовинами; однак економіка Йорданії є переважно економікою послуг (75% ВВП). Йорданія також отримує вигоду від значних потоків прямих іноземних інвестицій та фінансової допомоги ЄС (265 мільйонів євро).

## Угоди

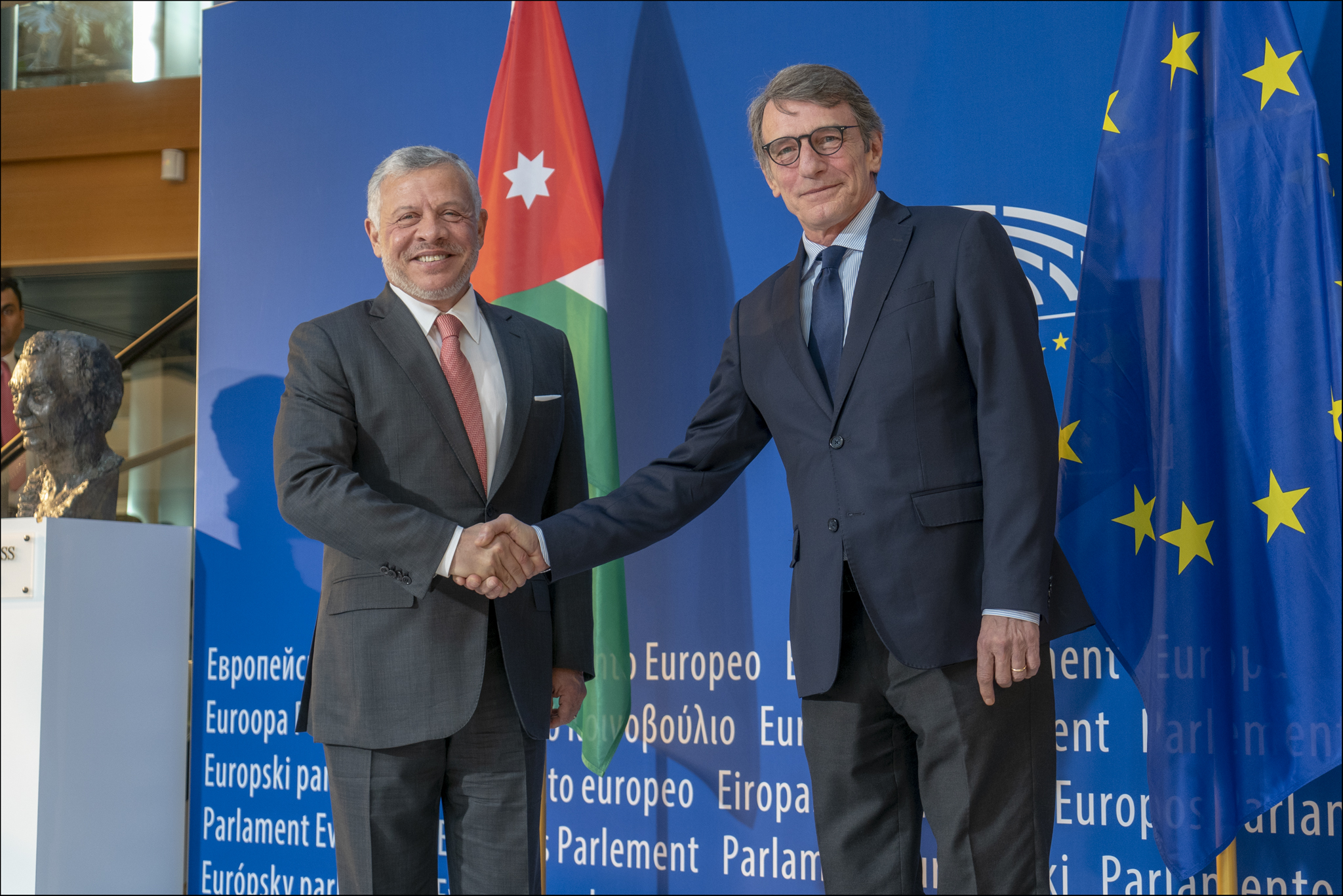
Король Йорданії Абдалла II з головою Європейського парламенту Давидом Сассолі у 2020 році

Відносини Йорданії з ЄС входять до плану дій та угоди про асоціацію в рамках Європейської політики сусідства . Йорданія також є членом Європейського Союзу для Середземномор'я . Угода про асоціацію ЄС з Йорданією була підписана 24 листопада 1997 року. Він набув чинності 1 травня 2002 року, замінивши Угоду про співробітництво від 1977 року. Угода поступово створюватиме зону вільної торгівлі між ЄС та Йорданією протягом 12 років відповідно до правил СОТ.
У листопаді 2008 року під час першого засідання Ради асоціації ЄС-Йорданія в Брюсселі Йорданія подала запит на «розширений статус», згідно з яким Королівство розглядалося б більше, ніж партнером ЄС. Представники ЄС заявили, що вони проводять постійні зустрічі на рівні міністрів, щоб оцінити прогрес Йорданії за певними критеріями для отримання відзнаки, відповідно до якої Королівство матиме право на соціально-економічні програми, які раніше були обмежені членами ЄС.
«Це буде важливо не тільки для Йорданії, але й для країн ЄС. Як тільки цей крок буде зроблено, Йорданія матиме право брати участь у програмах, які раніше були ексклюзивними для країн-членів ЄС», – сказав Патрік Рено, голова представництва Європейської комісії (ЄК) в Йорданії під час обіду з представниками ЗМІ у вівторок.
«Мета полягає не тільки в тому, щоб створити міцніші зв’язки між нами, але й у тому, щоб почати глибший діалог для реалізації спільної політики, особливо в пріоритетних секторах Йорданії та ЄС, особливо в енергетичному, водному та транспортному секторах», – сказав Рено.
Очікується, що Європейський Союз (ЄС) схвалить запит Королівства щодо розширеного статусу відносин із країнами-членами ЄС до 2011 року, за словами чиновників ЄС.
26 жовтня Йорданія та Європейський Союз узгодили План дій Європейської політики сусідства (ЄПС), згідно з яким Королівство вступає у партнерство з наднаціональною установою з «розвинутим статусом». 